# Línea de cascadas
Se denomina línea de cascadas, a aquella región que se encuentra entre el extremo de una meseta y una llanura sobre la costa. En dicha zona los arroyos y ríos fluyen por la meseta se precipitan formando cascadas y saltos de agua hacia las cotas de menor elevación del llano sobre la costa; en su trayectoria los cursos de agua turbulentos erosionan el terreno y posteriormente depositan los sedimentos que arrastran en sus deltas sobre la costa.
Por ejemplo sobre la costa este de Estados Unidos, existe una línea de cascadas entre piedemonte de los Apalaches y la llanura costera sobre el Atlántico. Una vez que los ríos alcanzan las llanuras costeras los ríos se tornan navegables, además según las características de la geografía regional a veces se realizan embalses para generación hidroeléctrica. Sobre ellos se encuentran localizadas las ciudades de Baltimore, Filadelfia y Washington.  